# 1950 في إيطاليا
فيما يلي قوائم الأحداث التي وقعت خلال عام 1950 في إيطاليا.

## سياسة

### تعيين في المنصب
- 1 ديسمبر – بييترو كانونيكا عضو مجلس الشيوخ مدى الحياة.

## أفلام
من الأفلام التي صدرت هذه السنة في إيطاليا:
- 1 يناير – وردة بغداد من إخراج Anton Gino Domeneghini  [لغات أخرى]‏.

## مواليد

### يناير
- 17 يناير – أنطونيو زوجاريلي لاعب كرة مضرب إيطالي.
- 18 يناير – دينو مينيغين لاعب كرة سلة إيطالي.
- 19 يناير – دييجو جارزيتو
- 20 يناير – فرانكا سوزاني صحفية إيطالية.

### فبراير
- 7 فبراير – ماورو بلوجي لاعب كرة قدم إيطالي.
- 12 فبراير – أنجلو براندواردي

### أبريل
- 1 أبريل – باولو كونتي لاعب كرة قدم إيطالي.
- 27 أبريل – باولو بوليتشي لاعب كرة قدم إيطالي.

### مايو
- 9 مايو – لوتشيانو سبينوزي لاعب كرة قدم إيطالي.

### يوليو
- 1 يوليو – روبيرت كاكيوني لاعب كرة قدم إيطالي.
- 9 يوليو – أدريانو باناتا لاعب كرة مضرب إيطالي.

### أغسطس
- 23 أغسطس – لويجي ديلنيري لاعب ومدرب كرة قدم إيطالي.

### أكتوبر
- 29 أكتوبر – رينو غايتانو

### نوفمبر
- 17 نوفمبر – كارلو فيردونا

### ديسمبر
- 27 ديسمبر – روبيرتو بيتيغا لاعب كرة قدم إيطالي.

## وفيات

### أبريل
- 26 أبريل – أتيليو تيروتسي (مواليد 1882) سياسي إيطالي.

### يونيو
- 23 يونيو – ألدا ليفي (مواليد 1890)

### أغسطس
- 19 أغسطس – جيوفاني جيورجي (مواليد 1871)
- 27 أغسطس – تشيزاري بافيزي (مواليد 1908) شاعر إيطالي.